# Amtsgericht Plau am See

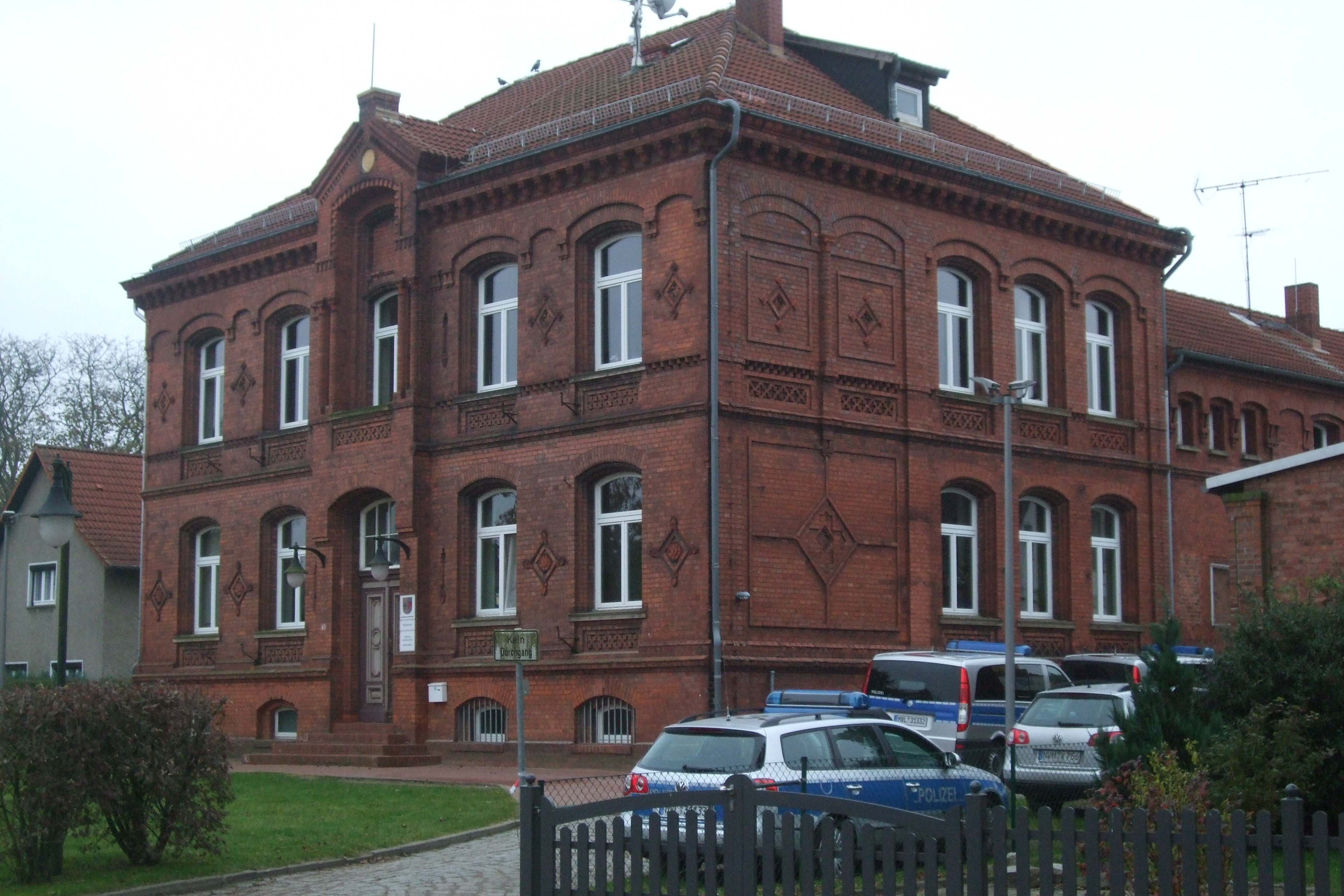
Gebäude des ehemaligen Amtsgerichts Plau am See

Das Amtsgericht Plau am See war ein Gericht der ordentlichen Gerichtsbarkeit des Landes Mecklenburg-Vorpommern im Bezirk des Landgerichts Schwerin.

## Gerichtssitz und -bezirk
Das Gericht hatte seinen Sitz in der Stadt Plau am See. Der Gerichtsbezirk umfasste den damaligen Amtsgerichtsbezirk Lübz. Bis zur Aufhebung des Gerichts und Umwandlung in eine Zweigstelle des Amtsgerichts Parchim am 1. Januar 1998 bestand der Gerichtsbezirk daher aus dem Gebiet des damaligen Landkreises Lübz. Am 12. April 1999 wurde die Zweigstelle geschlossen.

## Gebäude
Der zweigeschossige historisierende Backsteinbau aus der Gründerzeit, mit dem Walmdach über einem dekorativen Kraggesims, dem markanten mittigen Giebelrisalit sowie den Segmentbögen über den Fenstern, wurde 1878/79 als Großherzogliches Amtsgericht gebaut. Er  wird seit 2002 als Polizeistation genutzt. Das entsprechende Gebäude  Alter Wall 43 steht unter Denkmalschutz.

## Übergeordnete Gerichte
Dem Amtsgericht Plau am See war das Landgericht Schwerin übergeordnet. Zuständiges Oberlandesgericht war das Oberlandesgericht Rostock.